# 팩-12 콘퍼런스
팩-12 콘퍼런스(팩-12 Conference)는 미국 서부에서 운영되는 대학 운동 콘퍼런스이다. 두 회원은 오리건주와 워싱턴주에 있다. 팩-12는 모든 스포츠에 대해 NCAA(전미 대학 체육 협회) 디비전 I 레벨에 참가하며, 팩-12의 축구 팀은 NCAA 축구 대회의 최고 수준인 풋볼 볼 서브디비전(FBS, 구 디비전 I-A)에서 경쟁한다.
현대의 팩-12 회의는 1959년 서부 대학 체육 협회(AAWU)를 설립한 PCC(퍼시픽 코스트 콘퍼런스)가 해체된 후에 형성되었다. 이전에 회의 이름은 빅 파이브, 빅 식스, 팩-8 및 팩-10. 팩-12라는 이름은 2011년에 콜로라도와 유타가 추가되면서 채택되었다.
"챔피언 콘퍼런스"라는 별명을 가진 팩-12는 역사상 다른 어떤 콘퍼런스보다 팀 스포츠에서 NCAA 전국 챔피언십에서 더 많은 우승을 차지했다. 2017년 워싱턴의 여자 조정 국가 타이틀은 팩-12 학교가 우승한 500번째 NCAA 챔피언십이었다.
2024년 8월 2일, 위원 12명 중 10명이 회의를 떠났다. 팩-12는 축구, 육상, 여자 체조, 레슬링 등 4개 스포츠를 후원하는 최소 2024~25학년도 동안 두 팀으로 구성된 콘퍼런스로 계속 운영된다.